# زنگ‌آوای باتلاق
زنگ‌آوای باتلاق (نام علمی: Laniarius bicolor) نام یک گونه از سرده زنگ‌آواها است.